# Chaetozone armata
Chaetozone armata är en ringmaskart som beskrevs av Hartman 1963. Chaetozone armata ingår i släktet Chaetozone och familjen Cirratulidae. Inga underarter finns listade i Catalogue of Life.